# Asterix
Asterix je strip junak Alberta Uderza koji živi u doba rimske dominacije svijetom (50. pr. Kr.). Strip je po žanru povijesno-humorni.

## Podaci o strip junaku
Asterix (francuski: Astérix) je lik serije francuskih stripova. Strip su stvorili 1959. René Goscinny (priču) i Albert Uderzo (ilustracije). Nakon Goscinnyjeve smrti 1977. Uderzo je nastavio rad na stripu. Asterix je najpoznatiji francuski strip, preveden na 77 svjetskih jezika, uključujući klasične jezike i dijalekte. Ključ uspjeha je u tome što su primjereni svakoj dobi: maloj djeci privlačni vizualno, dok odrasli mogu cijeniti brojne aluzije i poveznice s povijesnim događajima, te njihovo ismijavanje. Imena likova također u sebi sadrže aluzije pa stoga njihovi prijevodi variraju od jezika do jezika. Po nekima od stripova napravljeni su animirani ili igrani filmovi.

## Likovi i povijesna pozadina
Asterix živi oko 50. pr. Kr. u izmišljenome selu na sjeverozapadu Galije, području današnje Bretagne. Selo je poznato među Galima po tome što je jedino koje još nisu osvojili Julije Cezar i rimski legionari. Stanovnici sela vuku nadljudsku snagu iz magičnog napitka koji priprema druid Čudomix (francuski: Panoramix). Selo s jedne strane okružuje ocean, a s druge strane četiri rimske utvrde, čija je namjena paziti da Gali ne stvaraju nevolje.
Čest motiv u mnogim Asterixovim stripovima su pokušaji Rimljana da onemoguće druida Čudomixa da stvara magični napitak ili pokušaju ukrasti recept za vlastitu upotrebu. Te pokušaje svaki put osujete junaci ovih stripova - oštrouman Asterix i njegov nespretan, debeo, ali jako snažan i dobrodušan najbolji prijatelj, Obelix.

## Humor
Humor koji se susreće u Asterixovim stripovima tipičan je francuski humor, koji se često oslanja na aluzije, karikature i stereotipizaciju europskih naroda i francuskih regija. Neki prijevodi su čak dodali i humor karakterističan za svoje prostore.

## Stereotipi i aluzije
Na svakom mjestu koje posjete, Asterix i Obelix susreću likove i događaje iz raznih razdoblja povijesti. U prvim stripovima Asterix i Goti naprimjer Goti predstavljaju militaristički poredak koji podsjeća na kraj 19. stoljeća i početak 20. u Njemačkoj. Jedan od vođa Gota nesumnjivo podsjeća na Otta von Bismarcka. Sporedne uloge u stripu često podsjećaju na poznate osobe u stvarnom svijetu u to doba. Rimski legionari nacrtani slčno Stanu Laurelu, Oliveru Hardyju i Arnoldu Schwarzeneggeru. Ti likovi često se ističu neproporcionalnošću, Uderzovim specifičnim stilom crtanja. Ipak svijet u to doba je točno dočaran životu prvog stoljeća prije Krista. 
Tekstovi često imaju pravilnu upotrebu latinskih izreka i temelje se na knjizi Julija Cezara “O galskom ratu” De Bello Gallico.

## Imena likova
Imena dvaju protagonista dolaze od riječi asterisk i obelisk, Asterix kao zvijezda stripova (latinski aster (dolaze od grčke riječi αστήρ (aster) [zvijezda] i keltskog rix [kralj]), i Obeliks kao dostavljač menhira. To je dvostruka aluzija, jer riječ obelisk istovremeno označuje kameni monolit i oznaku (†) koja se često koristi kao fusnota na stranici poslije asteriska (*) koja je u upotrebi kao prva. U stvari, gotovo sva imena galskih junaka završavaju na -ix, što je vjerojatno aluzija na imena povijesnih galskih ličnosti, poput Vercingetorixa. Imena rimskih likova završavaju na -us. Ženska imena ne slijede ovo pravilo. 
Imena važnijih likova na hrvatskom jeziku:
- Asterix - glavni lik, omaleni Gal plave kose i brkova, jako lukav i oko njega se vrti većina događaja.
- Obelix - jači, malo gluplji Gal koji je kao beba pao u kotao s čarobnim napitkom i on na njega od tada neprestano djeluje. Najbolji Asterixov prijatelj.
- Samostalix - poglavica galskog naselja
- Faktorix - Čudomix - seoski druid (svećenik i vrač) koji jedini poznaje tajnu čarobnog napitka
- Analfabetix - seoski prodavač uvijek pokvarene ribe
- Automatix - seoski kovač u stalnoj svađi s Analfabetixom
- Kozoderix - pjevač jako lošeg glasa
- Malix - pas, Obelixov kućni ljubimac i šegrt

## Povijesni događaji
U stripovima su neke povijesne činjenice pridane Asterixu i Obelixu, npr. trganje nosa Egipatskoj Sfingi, za koji se inače vjeruje da su ga Napoleonovi vojnici uništili kada su ga koristili kao metu za gađanje, ili kada Asterix u Britaniji stavi u vruću vodu list te aludira na britansko ispijanje čaja.
| Francuska izdanja                                      | Slobodni prijevod                   | Godina izlaska originala |
| ------------------------------------------------------ | ----------------------------------- | ------------------------ |
| 1. Astérix le Gaulois                                  | Asterix gal                         | 1961                     |
| 2. La Serpe d'or                                       | Zlatni srp                          | 1962                     |
| 3. Astérix et les Goths                                | Asterix i goti                      | 1963                     |
| 4. Astérix gladiateur                                  | Asterix gladijator                  | 1964                     |
| 5. Le Tour de Gaule d'Astérix                          | Tour de France                      | 1965                     |
| 6. Astérix et Cléopâtre                                | Asterix i Kleopatra                 | 1965                     |
| 7. Le combat des chefs                                 | Dvoboj poglavara                    | 1966                     |
| 8. Astérix chez les Bretons                            | Asterix u Britaniji                 | 1966                     |
| 9. Astérix et les Normands                             | Asterix i Normani                   | 1967                     |
| 10. Astérix légionnaire                                | Asterix legionar                    | 1967                     |
| 11. Le bouclier Arverne                                | Galski štit                         | 1968                     |
| 12. Astérix aux Jeux Olympiques                        | Asterix na Olimpijskim igrama       | 1968                     |
| 13. Astérix et le chaudron                             | Asterix i kotao s blagom            | 1969                     |
| 14. Astérix en Hispanie                                | Asterix u Hispaniji                 | 1969                     |
| 15. La Zizanie                                         | Zavadi pa vladaj                    | 1970                     |
| 16. Astérix chez les Helvètes                          | Asterix kod Helvećana               | 1970                     |
| 17. Le Domaine des dieux                               | Naselje bogova                      | 1971                     |
| 18. Les Lauriers de César                              | Velika oklada                       | 1972                     |
| 19. Le Devin                                           | Prorok                              | 1972                     |
| 20. Astérix en Corse                                   | Asterix na Korzici                  | 1973                     |
| 21. Le Cadeau de César                                 | Cezarov poklon                      | 1974                     |
| 22. La Grande traversée                                | Veliko putovanje                    | 1975                     |
| 23. Obélix et Compagnie                                | Obelix d.o.o                        | 1976                     |
| 24. Astérix chez les Belges                            | Asterix u Belgiji                   | 1979                     |
| 25. Le Grand fossé                                     | Razdvojeno selo                     | 1980                     |
| 26. L'Odyssée d'Astérix                                | Crno zlato                          | 1981                     |
| 27. Le Fils d'Astérix                                  | Asterix i sin                       | 1983                     |
| 28. Astérix chez Rahazade                              | Asterix i čarobni ćilim             | 1987                     |
| 29. La Rose et le glaive                               | Ruža i mač                          | 1991                     |
| 30. La Galère d'Obélix                                 | Gali na galiji                      | 1996                     |
| 31. Astérix et Latraviata                              | Asterix i Latravijata               | 2001                     |
| 32. Astérix et la rentrée gauloise                     | Asterix i povratak u klupe          | 2003                     |
| 33. Le ciel lui tombe sur la tête                      | Dan kad je nebo palo                | 2005                     |
| 34. L'Anniversaire d'Astérix et Obélix - Le Livre d'or | Pedeseta godišnjica - Zlatna knjiga | 2009                     |
| 35. Astérix chez les Pictes                            | Asterix kod Pikta                   | 2013                     |

## Hrvatska izdanja stripa
- Asterix Gal (1992.)
- Asterix legionar (1992.)
- Asterix i zlatni srp (1993.)
- Asterix i Goti (1993.)
- Asterix kod Helvećana (1994.)
- Asterix gladijator  (1994.)
- Asterix i Kleopatra (1995.)
- Asterix i Normani (1995.)
- Asterix na olimpijskim igrama (1996.)
- Asterix u Hispaniji (1998.)
- Veliko putovanje (1999.)
- Dvoboj poglavara (2000.)
- Asterix u Britaniji (2000.)
- Asterix i Latravijata (2014.)
- Asterix i povratak u klupe (2014.)
- Dan kad je nebo palo (2014.)
- Pedeseta godišnjca - zlatna knjiga (2014.)

## Adaptacije

### Animirani filmovi
- Asterix Gal (1967.)
- Asterix i Kleopatra (1968.)
- Asterix i dvanaest zadataka (1976.)
- Asterix protiv Cezara (1985.)
- Asterix u Britaniji (1986.)
- Asterix i velika bitka (1989.)
- Asterix osvaja Ameriku (1994.)
- Asterix i Vikinzi (2006.)
- Asterix: Grad bogova (2014.)
- Asterix: Tajna čarobnog napitka (2018.)

### Igrani filmovi
- Asterix i Obelix protiv Cezara (1999.)
- Asterix i Obelix: Misija Kleopatra (2002.)
- Asterix na Olimpijskim igrama (2008.)
- Asterix i Obelix u Britaniji (2012.)
- Asterix & Obelix: The Middle Kingdom (2023.)

## Vanjske poveznice
- Službena stranica